# Liste der Baudenkmäler in Münchsmünster

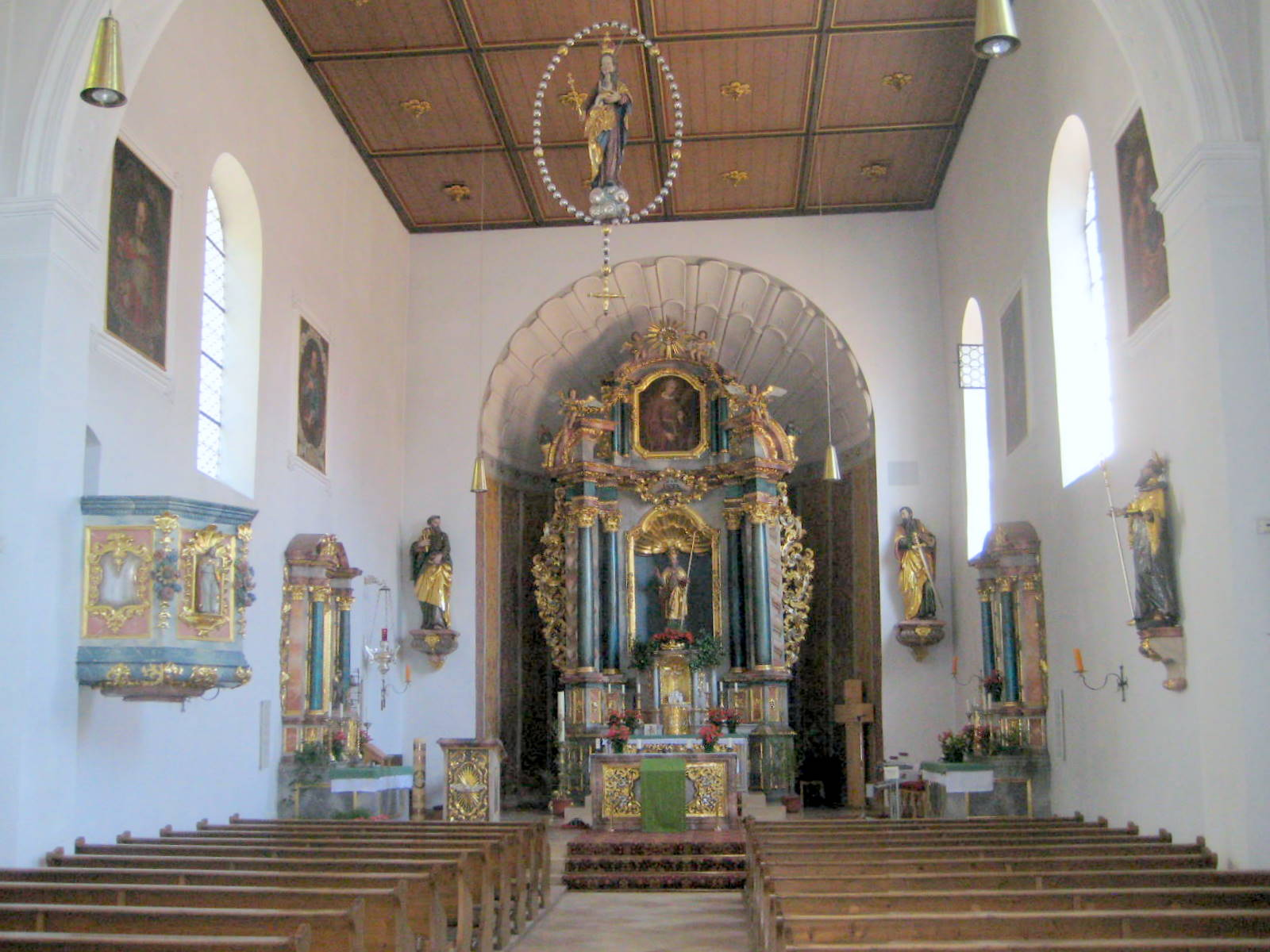
Münchsmünster, Innenansicht der Pfarrkirche St. Sixtus

Auf dieser Seite sind die Baudenkmäler in der oberbayerischen Gemeinde Münchsmünster zusammengestellt. Diese Tabelle ist eine Teilliste der Liste der Baudenkmäler in Bayern. Grundlage ist die Bayerische Denkmalliste, die auf Basis des Bayerischen Denkmalschutzgesetzes vom 1. Oktober 1973 erstmals erstellt wurde und seither durch das Bayerische Landesamt für Denkmalpflege geführt wird. Die folgenden Angaben ersetzen nicht die rechtsverbindliche Auskunft der Denkmalschutzbehörde.

## Bauwerke nach Ortsteilen

### Münchsmünster
| Lage                               | Objekt                             | Beschreibung | Akten-Nr.    | Bild           |
| ---------------------------------- | ---------------------------------- | --- | ------------ | -------------- |
| Am Ring (Standort)                 | Drei Pfarrergrabsteine             | sowie Grabstein des Abtes Placidius von Münchsmünster, Pfarrergrabsteine 18./19. Jahrhundert, Abtsgrabstein bezeichnet 1538; in der neuen Friedhofskapelle | D-1-86-139-4 | BW             |
| Dr.-Eisenmann-Straße 12 (Standort) | Forsthaus                          | zweigeschossiger, traufseitiger Steilsatteldachbau mit Giebelgliederung, 16. Jahrhundert | D-1-86-139-5 | Forsthaus      |
| Marienplatz (Standort)             | Mariensäule                        | polygonale Kalksteinsäule mit Maßwerkdekor und vergoldeter Madonnenstatue, bezeichnet 1858 | D-1-86-139-6 | Mariensäule    |
| Tassilostraße 3 (Standort)         | Ehemals Seelenkapelle              | verputzter Satteldachbau mit leicht eingezogenem Vorchor und kleiner Chorapsis, Innenraum mit Tonnengewölbe und kreuzgratgewölbtem Vorchor, romanisch, wohl 1092 geweiht; mit Ausstattung (z. B. romanisches Taufbecken); im alten Friedhof; drei Grabkreuze, schmiedeeisern, 18./19. Jahrhundert; außen an der Südwand der Kapelle aufgestellt | D-1-86-139-2 | weitere Bilder |
| Tassilostraße 3 (Standort)         | Katholische Pfarrkirche St. Sixtus | verputzte Saalkirche mit Satteldach, halbrunder Chorapsis und westlichem Turm mit Spitzhelm und neuromanischer Gliederung, Langhaus und Vorchor mit flacher Holzfelderdecke und stuckierte Apsis, Apsis romanisch, Neubau 17. Jahrhundert, Veränderungen 19. Jahrhundert, Westturm von Magnus Wieser, 1889; mit Ausstattung                     | D-1-86-139-1 | weitere Bilder |
| Tassilostraße 10 (Standort)        | Gasthof                            | zweigeschossiger Schopfwalmdachbau mit Putzgliederung und östlichem, traufseitigem Anbau mit Satteldach, 1826, 1967 erneuert; Nebengebäude, zweigeschossiger Satteldachbau, wohl gleichzeitig | D-1-86-139-7 | Gasthof        |

### Weitere Ortsteile
| Lage                                        | Objekt                              | Beschreibung | Akten-Nr.     | Bild                               |
| ------------------------------------------- | ----------------------------------- | --- | ------------- | ---------------------------------- |
| Au Niedermüllerfeld (Standort)              | Wegkapelle                          | verputzter Satteldachbau mit dreiseitigem Schluss, 1860; südlich des Ortes, westlich der Kreisstraße | D-1-86-139-8  | BW                                 |
| Mitterwöhr Vohburger Straße 5, 7 (Standort) | Katholische Filialkirche St. Vitus  | verputzte Saalkirche mit westlichem Fassadenturm mit Satteldach und halbrund geschlossenem, leicht eingezogenem Chor, Langhaus und Chor flachgedeckt, Turm im Kern spätromanisch, um 1710; mit Ausstattung; Friedhofsummauerung, verputzt, wohl 18. Jahrhundert | D-1-86-139-9  | Katholische Filialkirche St. Vitus |
| Mitterwöhr Vohburger Straße 14 (Standort)   | Ehemals Schulhaus                   | zweigeschossiger, traufseitiger Flachsatteldachbau mit durchfenstertem Kniestock, Gurtgesims und Ecklisenen, 1882 | D-1-86-139-10 | BW                                 |
| Niedermühle Am Ring (Standort)              | Hofkapelle                          | verputzter Satteldachbau mit kleiner Altarnische, wohl 1. Drittel 19. Jahrhundert | D-1-86-139-11 | BW                                 |
| Niederwöhr Martinstraße 22 (Standort)       | Katholische Filialkirche St. Martin | verputzte Saalkirche mit dreiseitigem Chorschluss, Giebeldachreiter mit Zwiebelhaube und kleinem Vorbau, flachgedecktes Langhaus und leicht eingezogener Chor mit Tonnengewölbe, im Kern wohl 16. Jahrhundert, 17./18. Jahrhundert; mit Ausstattung             | D-1-86-139-12 | weitere Bilder                     |
| Oberwöhr Nähe Hauptstraße (Standort)        | Ortskapelle                         | verputzter Satteldachbau mit kleiner Apsis und Dachreiter mit kleinem Spitzhelm, bezeichnet 1901 | D-1-86-139-13 | BW                                 |